# 賢沼寺
賢沼寺（けんしょうじ）は、福島県いわき市にある真言宗智山派の寺院。院号は密蔵院。境内に弁財天を祀る堂があり、沼之内弁財天・賢沼弁財天とも称される。

## 歴史
この寺は、807年（大同2年）に徳一によって建てられた弁財天を祀る堂に始まると伝えられる。江戸時代は磐城平藩の庇護を受け、本堂や山門などが改修された。山門の彫刻は左甚五郎の作とされる彫り物が残されている。東照宮の建設と同時期の建築と考えられている。

## 賢沼

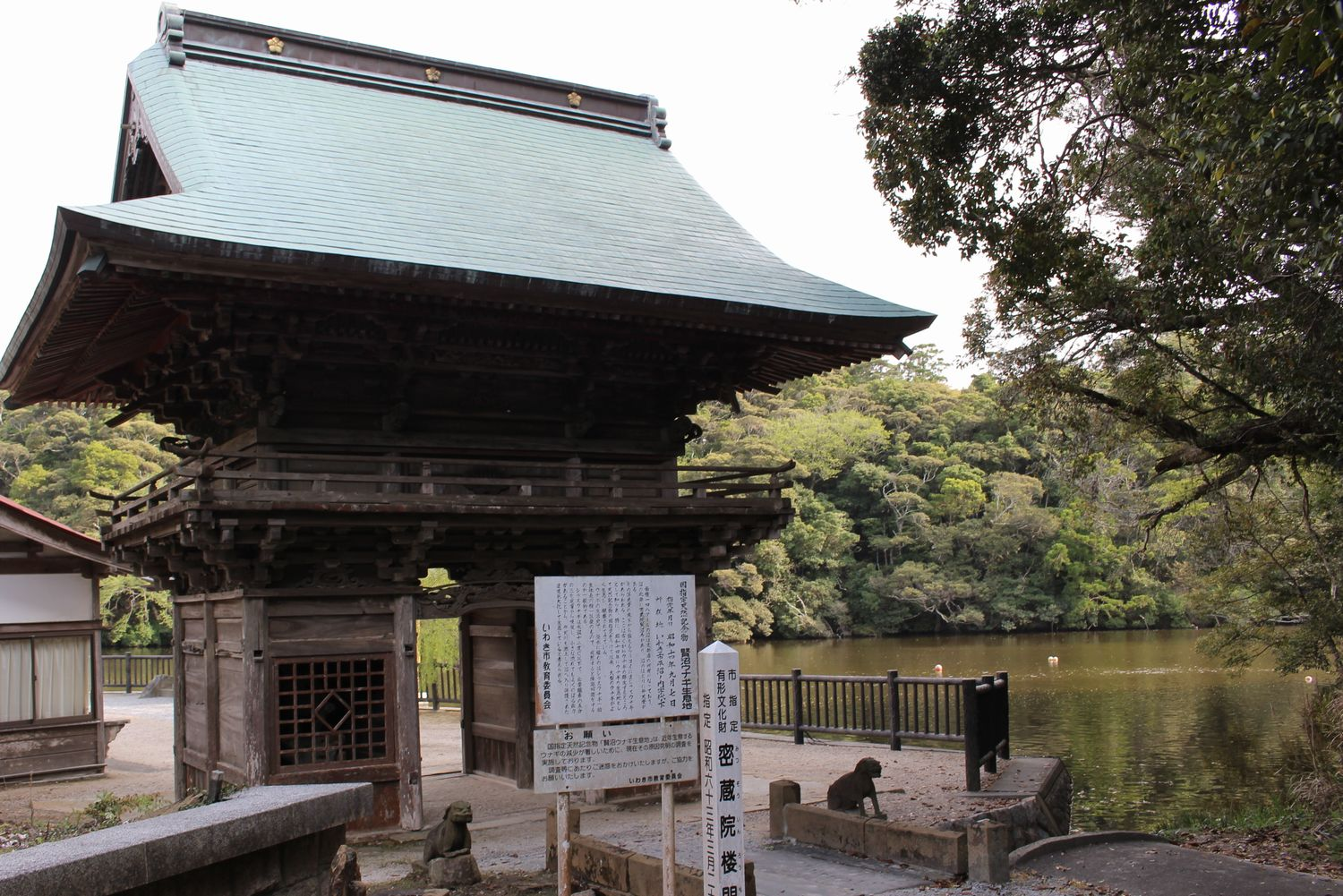
密蔵院楼門と賢沼(2022年4月)

境内にある賢沼（かしこぬま、弁天沼とも呼ばれている）は、古くから魚、鳥などの殺生が禁止されている。この沼は底なし沼とされ、また、どんなに雨が降らなくても干上がることがない沼で平谷川瀬の龍門時の井戸、平城の堀、夏井川など市内の寺院や河川と地中深くでつながっているとされている。また、掟を破り、沼内の魚や水鳥(鴨）を取った人間には天罰が下るとされている。
賢沼は長径200m、短径70mの長円形の沼で、水深は4m50cm～5m程度、水量は5万tと見積もられている。昭和30年代までは、沼の水は透明度が高く，沼底を動くウナギの姿や沼底から投げ込まれた餌をめがけて泳ぎ上がるウナギの姿が見えたと伝えられている。しかし、沼周辺の赤松が賢沼寺本堂の建設材に使われ伐採されたこと、同時に松くい虫による松枯れが発生して落葉広葉樹と照葉常緑樹の混合樹林帯に変化した。また、燃料として使用されていた杉の枝や葉がガスや灯油に置き換わり、山の手入れが行われなくなり、荒れ始め「湧水の枯渇」が発生した。沼である以上、閉鎖性が高くなるのは仕方がないのだが、流れ込む水が湧水が絶えてしまったため雨水（周辺部の雨水）だけになったこと、流出が一定水量を超えた時のみという閉鎖性の高さが水質の悪化を招いた。沼周辺の樹林帯に広葉樹が増加したため、落ち葉が増え、土壌を腐葉土化した。沼に流れ込む水にも腐葉土、落ち葉が混じるようになり、沼にも栄養塩の流入、沈降する落ち葉が増加した。一定量の有機物は水中の微生物に分解され、食物連鎖のサイクルが回るようになるのだが、過剰分は未分解のまま堆積してヘドロ化が進行した。一定量の有機物は生物相を増加させた。落ち葉などの有機物はヘドロ化して増加して、水温上昇期には微生物の活動が活発化し沼底部に低酸素水域が発生するようになった。酸欠水域では嫌気性分解が促進されるため、アンモニア、メタン、硫化水素が発生するようになった。酸素により固定されていた成分が嫌気性で溶出するため、成層が破れる秋には、酸欠水域に溶け込んでいた栄養塩類が表層水に拡散し、プランクトンの異常発生（アオコ）が起きるようになった。
これらの変化は本堂の建設のための赤松の伐採（昭和25年、1950年）から徐々に進行したが、水質の悪化を目視で検出するほどではなかった。高度経済成長期には、自動車の普及、観光など社会的な変化は、オオウナギが餌をめがけて集まり泳ぐ姿は、賢沼を観光地化させた。大人の腕ほどもあるニホンウナギが群れをなして餌を奪い合う姿は養殖場でも見ることができない不思議な光景であり、賢沼寺ではウナギの餌を販売し、観光客目当ての土産物店や食堂など沼の周辺の人々の生活にも変化をもたらした。しかし、徐々に進行していた水質変化が目視でも確認されるようになると、ウナギの数が減り始め、観光客も劇的な減少となり、観光地の時代は終わった。賢沼の水質変化は、（昭和60年あたり1985年）から、福島工業高等専門学校(福島高専）といわき市教育委員会、文化庁による調査が行われていたが、水質変化の原因や対策など積極的な取り組みは、現状維持を優先するという間違った法解釈と予算的な裏付けが取られなかったため行われていなかった。2002年から、福島高専といわき市が協力して、水質浄化に取り組み始め、2005年にはいわき市の助成を受けて、水温上昇期（7月から9月まで）に沼底水の排水などが行われた。2009、2010年には財団法人福島県学術教育振興財団の助成を受け、本格的な水質浄化活動が展開された。2009年には日本科学技術振興財団（JST）の支援を受けた環境計測活動も行われるなど、地域のシンボルとしての賢沼を復活させる取り組みが継続され、沼中央部に沈められた水中ポンプによる沼底水の汲み上げ、水の強制循環による酸素供給が試みられた。しかし、2011年3月11日の東北地方太平洋沖地震により、魚見堂や護岸が崩落、周辺での液状化など被災した。復旧工事は2013年6月から着手され14年3月に完成し、護岸の修復、魚見堂の再建、護岸樹などの植栽が行われた。2017年現在、沼のCODは、15mg/Lから23mg/Lである。一見すると、かなりの富栄養化が進行していると思われがちだが、CODの80％がTOC（難分解性有機物）、10％が浮遊物（SS）、10％がリン、窒素であり、富栄養化ではなく閉鎖性が高いため懸濁物が異常に多い濁った水の状態となっている。

## 大ウナギ
賢沼は、大ウナギの生息が有名である。この大ウナギは、鹿児島県や高知県、沖縄県などで見られるオオウナギ科のウナギ（カニクイ)ではなく、蒲焼きなどで食用としているニホンウナギが巨大化したウナギ(ジャポニカ種）である。賢沼では上述したように殺生禁止が長く守られ、参拝に訪れた漁師が大漁のお礼として捕れた魚を沼に奉納するなどして、沼への餌の投げ込みが行われていたらしい。ニホンウナギが餌付けされるだけでなく、巨大化するほどの餌が与えられていたことになる。
日本だけでなく東アジアから東南アジアでニホンウナギの乱獲が行われ、ウナギは生物資源的な危機的な状態になっている。これはウナギ養殖は食用とするための行為であり、過度の養殖により産卵できるウナギを激減させたことに起因する。毎年のように全国的にシラスウナギ漁は不漁が続いている状況である。この乱獲の影響と周辺の環境変化により、賢沼に遡上するウナギが減少しているため、賢沼で大ウナギにまで成長する個体数も減少している。そのため、賢沼周辺の平沼ノ内地区の住民により遡上経路の清掃や閉塞した河口の切り崩しなどが行われている。

## 文化財
- 天然記念物（国指定）
  - 賢沼ウナギ生息地

（大ウナギが生息できる環境が天然記念物の指定となっている。沼が天然記念物でウナギはそこに付属物として扱われている）
山門　（市指定重要文化財）